# Ursula Ziebarth
Ursula Ziebarth (* 20. November 1921 in Berlin; † 20. März 2018 ebenda) war eine deutsche Schriftstellerin, Bibliothekarin und Kunstsammlerin.

## Biografie

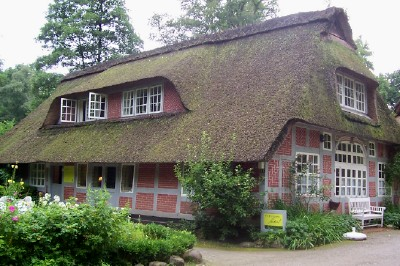
Haus im Schluh

Ziebarth wuchs nach eigener Erzählung als Einzelkind mit Eltern und Großeltern in Berlin-Kreuzberg auf. Ihr Stiefvater war Jude, der die Shoa untergetaucht in Berlin überlebte. Ihre Mutter starb bei einem Luftangriff am 3. Februar 1945. Sie studierte von 1940 bis 1945 Geschichte, Kunstgeschichte und Germanistik in Berlin, Heidelberg, Straßburg und wieder Berlin an der Humboldt-Universität. 1940 war sie das erste Mal nach Worpswede gekommen, nachdem sie die Textilkünstlerin Bettina Müller-Vogeler (1903–2001), eine Tochter von Martha Vogeler, beim Reichsarbeitsdienst kennengelernt hatte. Von da an verband sie zeitlebens eine enge Beziehung mit der Familie Vogeler und dem Haus im Schluh. 1946 begann sie in der Berliner Volksbibliothek zu arbeiten. Im Jahre 1948 übersiedelte sie nach Worpswede, wo sie bis 1955 als freie Schriftstellerin und Journalistin lebte.
Anfang August 1954 lud Ziebarth den Dichter Gottfried Benn telefonisch zu einer Lesung nach Bremen ein. Am 6. August 1954 trafen sich beide im Restaurant Fournes am Innsbrucker Platz in Berlin. Von August 1954 bis 1956 hatten Ziebarth und Benn eine Liebesbeziehung. Auf Benns Bitte und Vermittlung trat sie 1955 eine Lektorenstelle beim Winkler Verlag in Köln an, die sie jedoch gleich wieder kündigte. Anschließend arbeitete sie bis zu ihrer Pensionierung 1986 als Leiterin der technischen Redaktion und der Bibliothek des Deutschen Instituts für Wirtschaftsforschung in Berlin. Über vierzig Jahre nach Benns Tod erschien 2001 der Band Hernach mit Benns 252 Briefen, die er zwischen August 1954 und Juni 1956 an Ursula Ziebarth geschrieben hatte. Der Band wird ergänzt mit Ziebarths Erinnerungen an das, was sich in dieser Zeit zwischen ihnen abspielte, sogenannte Nachschriften. Seine Briefe hatte sie mit Umschlägen und durchnummeriert 45 Jahre lang in einem Kästchen in ihrer Berliner Wohnung aufgehoben. Ihre eigenen Briefe an Benn waren größtenteils verlorengegangen. Bis dahin war Ursula Ziebarth in der Benn-Forschung verhältnismäßig wenig beachtet worden.
In den 1950er-Jahren verfasste sie im Rahmen der amerikanischen Schulbucharbeit in Deutschland „Textbook and Curriculum Center“ zahlreiche Schul- und Kindersachbücher für Bremer Schulen, gemeinsam mit dem Worpsweder Maler Walter Niemann, der ihre Bücher illustrierte. Ab 1976 veröffentlichte sie literarische Werke und Bildbände. Ihr Prosabuch Hexenspeise beschrieb Elke Kummer in der Zeit als „ein bißchen Tagebuch, viel schöngeistiges „Feuilleton“, ein Häppchen Essay hier und fast eine Reisebeschreibung da, keineswegs ein Roman, ein wenig Biographie“. Wie „eine Besessene“ schreibe sie über Tod und Sterben und leite daraus ihre persönliche Philosophie ab. Im Kapitel „Es ist schön, an Orpheus zu denken“ schildert sie ihre Teilnahme an Benns Begräbnis. 2003 erschienen ihre  Erinnerungen an Otto Dix, mit dem sie nach einer Begegnung mit dem Maler im September 1961 in seinem Atelier am Bodensee bis zu dessen Tod 1969 eine Freundschaft verband.

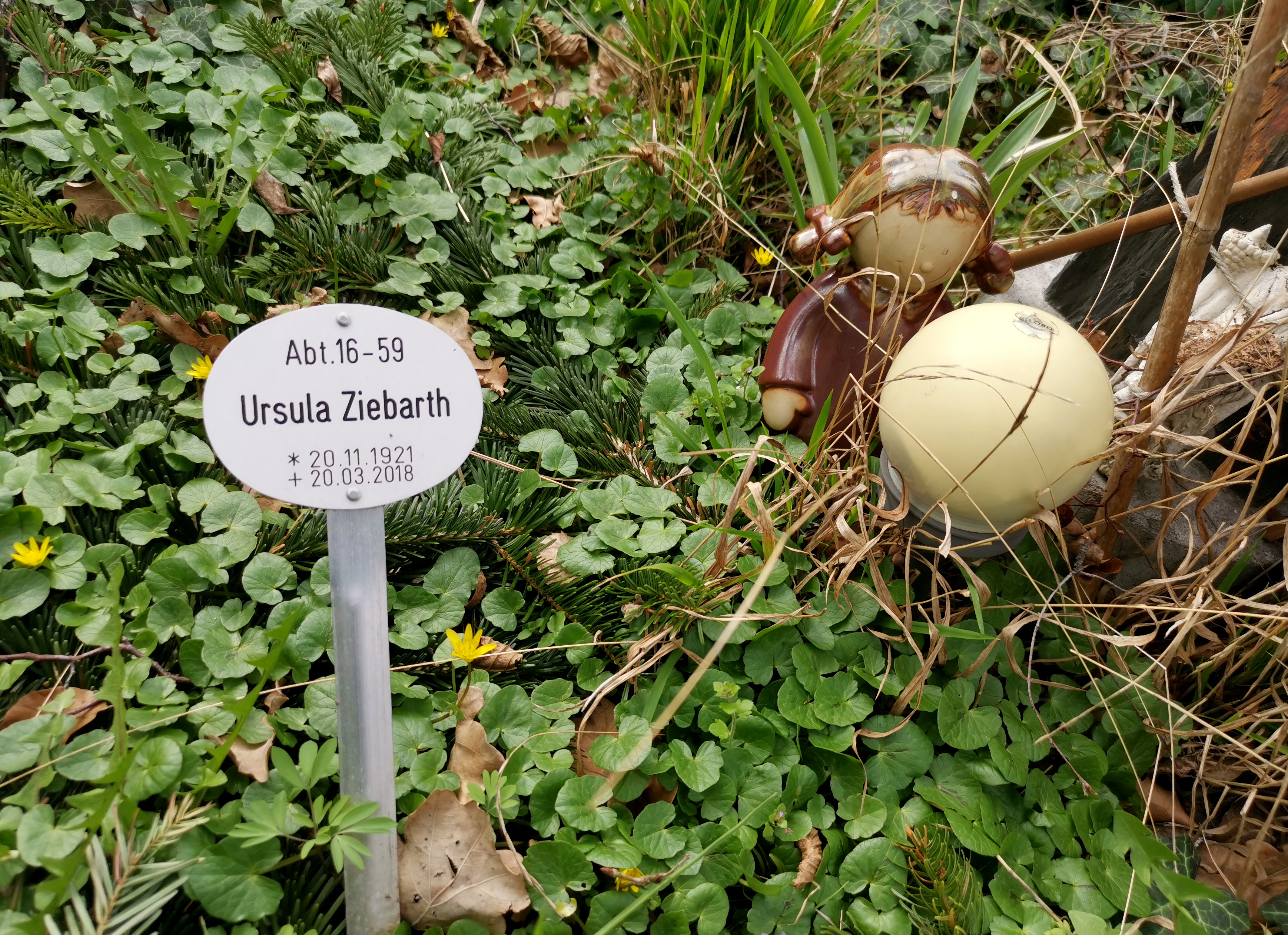
Grab auf dem Friedhof Schöneberg III

Im Laufe ihres Lebens sammelte Ziebarth auf ihren Reisen (und im einschlägigen Kunsthandel) ca. 40 000 Exponate der Volkskunst aus aller Welt, antike Objekte und Spielzeug, die sie in gemieteten Kellern unterbrachte. Alles war nach Herkunft geordnet und jedes Objekt von ihr professionell katalogisiert. In ihrem Nachlass befinden sich auch Zeichnungen und Bilder von Walter Niemann, die er ihr gewidmet hatte. Nach ihrem Tod hinterließ sie die komplette Sammlung der Heinrich Vogeler Stiftung Haus im Schluh Worpswede mit dem Wunsch, diese in Worpswede dauerhaft unterzubringen und zu zeigen. Posthum fand 2019/2020 die Ausstellung „Die Sammlung Ursula Ziebarth – Volkskunst aus aller Welt“ im Haus im Schluh statt.
Bis zu ihrem Tod lebte sie in einer Einzimmerwohnung im Bayerischen Viertel in Berlin. Ihr Grab befindet sich auf dem Friedhof Stubenrauchstraße (Abt. 16-59).

## Veröffentlichungen

### Literarische Publikationen
- Hexenspeise, Günther Neske, Pfullingen 1976, ISBN 978-3-7885-0065-8
- Ein Kinderspiegel, Bildband, München Piper 1979, ISBN 978-3-492-02480-8 (Neuaufl. Weitra 1997)
- Eine Frau aus Gold. Über das Zutrauen zum Weiblichen, Frankfurt am Main, Fischer TB-Verlag 1991, ISBN 978-3-596-10880-0
- Gottfried Benn: Hernach. Gottfried Benns Briefe an Ursula Ziebarth, mit Nachschriften von Ursula Ziebarth und einem Kommentar von Jochen Meyer, Wallstein-Verlag, Göttingen 2001, ISBN 978-3-89244-488-6
- »Trau deinen Augen!« Über Otto Dix (Reihe: Göttinger Sudelblätter), Wallstein-Verlag, Göttingen 2003, ISBN 978-3-89244-689-7
- Hatschi und Schildbürgergeschichten. Erinnerungen an Walter Niemann. (Selbstverlag), Berlin 2013, ISBN 978-3-00-044091-5.

### Kindersachbücher
- Von der Post. Mit Bildern von Walter Niemann, Bremen: Eilers & Schünemann Verlagsgesellschaft 1950
- Auf dem Bauernhof. Mit Linolschnitten von Walter Niemann, Bremen: Eilers & Schünemann Verlagsgesellschaft 1952
- Auf der Straße. Mit Bildern von Walter Niemann, Bremen: Eilers & Schünemann Verlagsgesellschaft 1952
- Schildbürger-Geschichten. Mit Holzschnitten von Walter Niemann, Bremen: Eilers & Schünemann Verlagsgesellschaft 1952
- Unser Dorf. Mit Bildern von Walter Niemann, Bremen: Eilers & Schünemann Verlagsgesellschaft 1952
- Abfahrt 11:33, Mit Bildern von Walter Niemann, Bremen: Eilers & Schünemann Verlagsgesellschaft 1953
- Wir treffen heute 7 Leute. Mit Bildern von Walter Niemann, Bremen: Eilers & Schünemann Verlagsgesellschaft 1954
- Hatschi! Mit Bildern von Walter Niemann, Bremen: Eilers & Schünemann Verlagsgesellschaft 1957
- Peter, Polly und die Polizei. Mit Bildern von Walter Niemann, Bremen: Eilers & Schünemann Verlagsgesellschaft 1957
- Butter und Schmalz, Zucker und Salz. Mit Bildern von Walter Niemann, Bremen: Eilers & Schünemann Verlagsgesellschaft 1959
- Unsere große Stadt. Mit Bildern von Walter Niemann, Bremen: Eilers & Schünemann Verlagsgesellschaft 1960
- Ein Lächeln zuwenig – ein Lächeln zuviel. Mit Bildern von Walter Niemann, Bremen: Eilers & Schünemann Verlagsgesellschaft 1961
- Der Garten der Tiere. Mit Bildern von Walter Niemann, Bremen: Eilers & Schünemann Verlagsgesellschaft 1962